# الطركة (الرقة)
الطركة قرية سورية تتبع ناحية الجرنية في منطقة الثورة في محافظة الرقة. بلغ عدد سكانها 822 نسمة في عام 2004 حسب إحصاء المكتب المركزي للإحصاء.